# سوبربوس

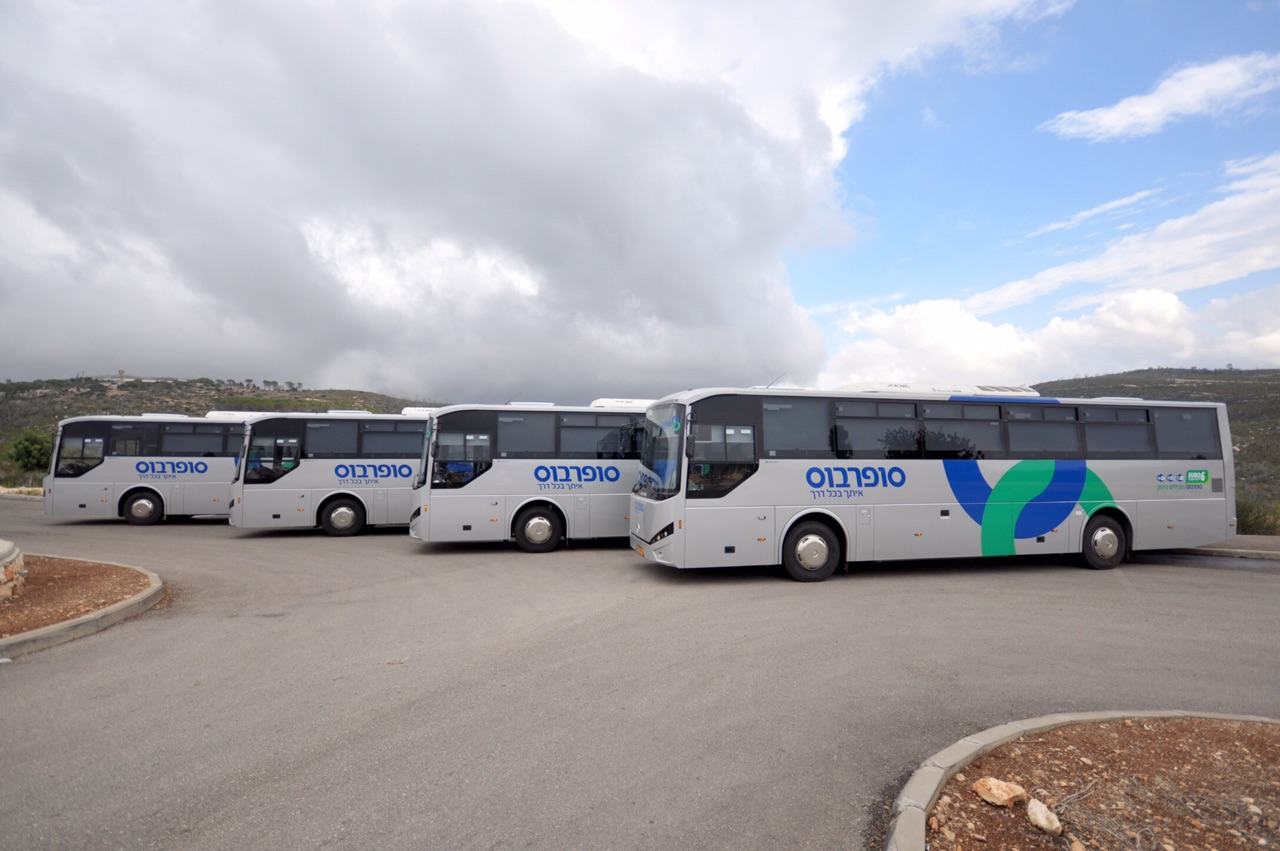
أربع حافلات سوبربوس من عام 2014 من صنع شركة ميركافيم.

الشعار

سوبربوس (بالعبرية: סופרבוס) هي شركة مواصلات عامة تأسست في عام 2000 عندما افتتحت المنافسة على سوق المواصلات العامة في إسرائيل.

## النشاط
للشركة مكاتب في القدس، وبيت شيمش، والعفولة، ويوكنعام عيليت، وتمتلك حوالي 700 حافلة. تمتلك الشركة أيضًا شركة تابعة لها باسم «سوبربوس للسفر والسياحة» (بالعبرية: סופרבוס היסעים ותיור) مخصصة للرحلات الخاصة والسياحة الداخلية في جميع أنحاء البلاد باستخدام حوالي 45 حافلة.
تنقل الشركة أكثر من 20 مليون مسافر سنويًا من خلال أكثر من 5,000 رحلة يوميًا، على خطوط داخل المدن وما بين المدن. بالإضافة إلى ذلك تقوم الشركة بتشغيل خطوط خاصة لنقل الطلاب.
تدير الشركة خطوط في أربع مناطق رئيسية هي منطقة بيت شيمش وممر القدس التي تشمل مدينة بيت شيمش ومنطقة ممر القدس. ومنطقة يوكنعام وتشمل مدنًا وبلدات مثل يوكنعام عيليت، وكريات طبعون ودالية الكرمل. ومنطقة العفولة وتشمل كل من العفولة، ومغدال هعيمق، وبيت شان. ومنطقة طبريا التي تشمل مدينة طبريا.
تشغل سوبربوس العديد من الخطوط بين المدن مثل خط بيت شيمش–القدس، وبيت شيمش–تل أبيب، ومِفَسِيرِتْ تْسِيُونْ–تل أبيب، والعفولة–حيفا، والعفولة–نوف هغليل، والعفولة–بيت شان، وطبريا–صفد وطبريا–بيت شان.
بالإضافة إلى ذلك تشغل سوبربوس عدة خطوط خاصة مخصصة لجمهور يهود الحريديم مثل خط 849 من طبريا إلى غفعات زئيف، وخط 850 من طبريا إلى موديعين عيليت، وخط 851 من طبريا إلى نتانيا، وخط 854 من العفولة إلى غفعات زئيف، وخط 855 من العفولة إلى موديعين عيليت، وخط 969 من طبريا إلى بني براك.